# The New Pornographers
The New Pornographers é uma banda de indie rock e power pop do Canadá.
O grupo se formou em 1997 em Vancouver. Sua som é influenciado por bandas de power pop como The Cars e Cheap Trick e suas músicas são dotadas de grande complexidade harmônica e melódica. O grupo é freqüentemente referido como um supergroup — ou um indie supergroup — por causa dos trabalhos paralelos dos membros.
O nome da banda foi supostamente escolhido por Newman por causa de uma citação de Jimmy Swaggart, que havia, certa vez, chamado a música de "a nova pornografia". Newman, porém, não conhecia a citação precisamente.

## Integrantes
Entre os membros estão: Daniel Bejar, Kathryn Calder, Neko Case, John Collins, Kurt Dahle, Todd Fancey, Carl Newman e Blaine Thurier. Fisher Rose também tocou bateria em algumas faixas do Mass Romantic.
A banda já foi caracterizada como um supergroup, dado o envolvimento dos integrantes em diversos projeto paralelos:
- Dan Bejar (Destroyer);
- Kathryn Calder (Immaculate Machine);
- John Collins (The Evaporators);
- Neko Case (artista solo, Maow e Cub);
- Kurt Dahle (Limblifter e Age of Electric);
- Todd Fancey (artista solo, como Fancey, Limblifter);
- Carl Newman (artista solo, como A.C. Newman, Superconductor, Zumpano);
- Nora O'Connor (The Blacks, Andrew Bird's Bowl of Fire);
- Blaine Thurier (cineasta independente).

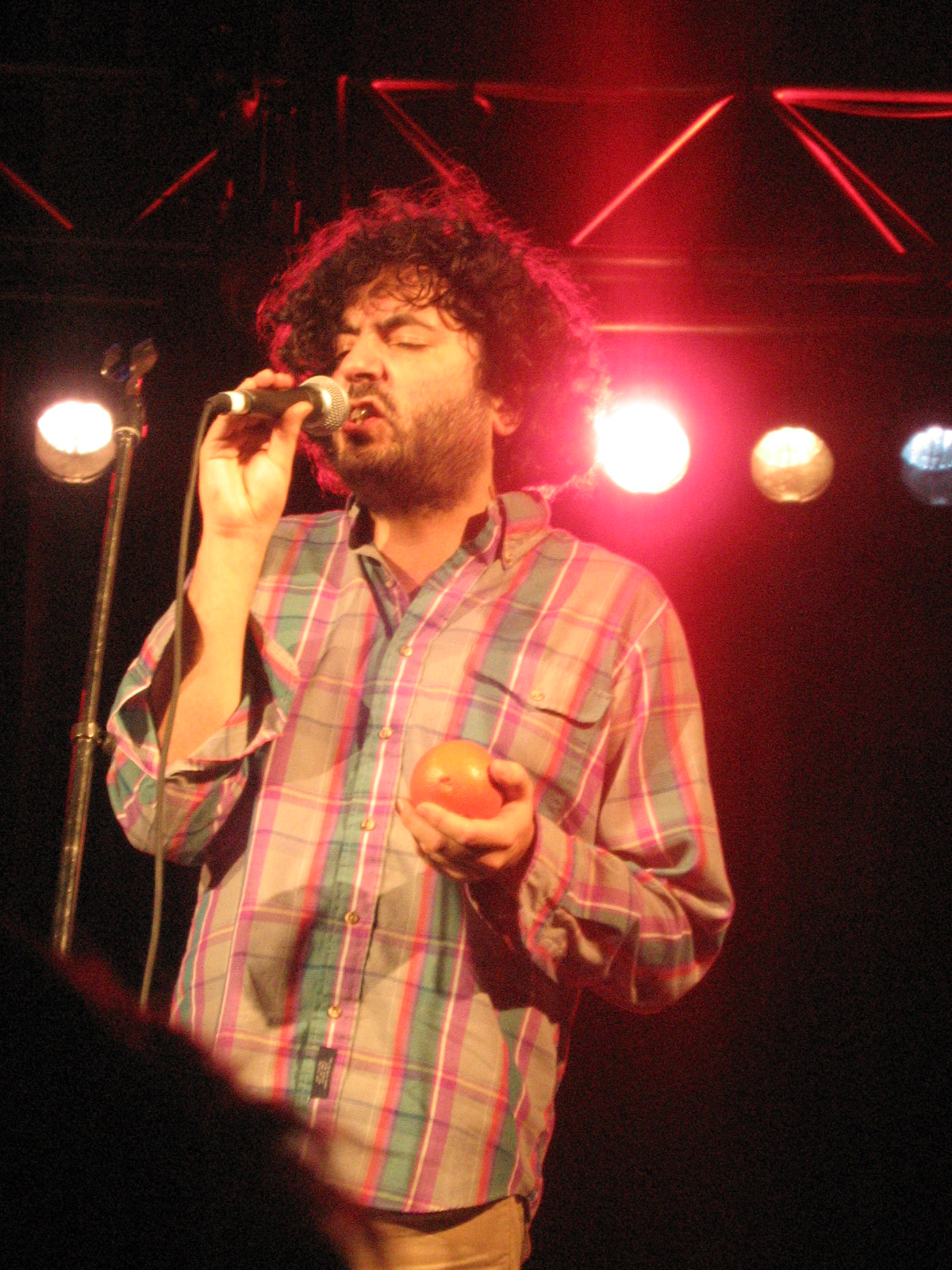
Dan Bejar
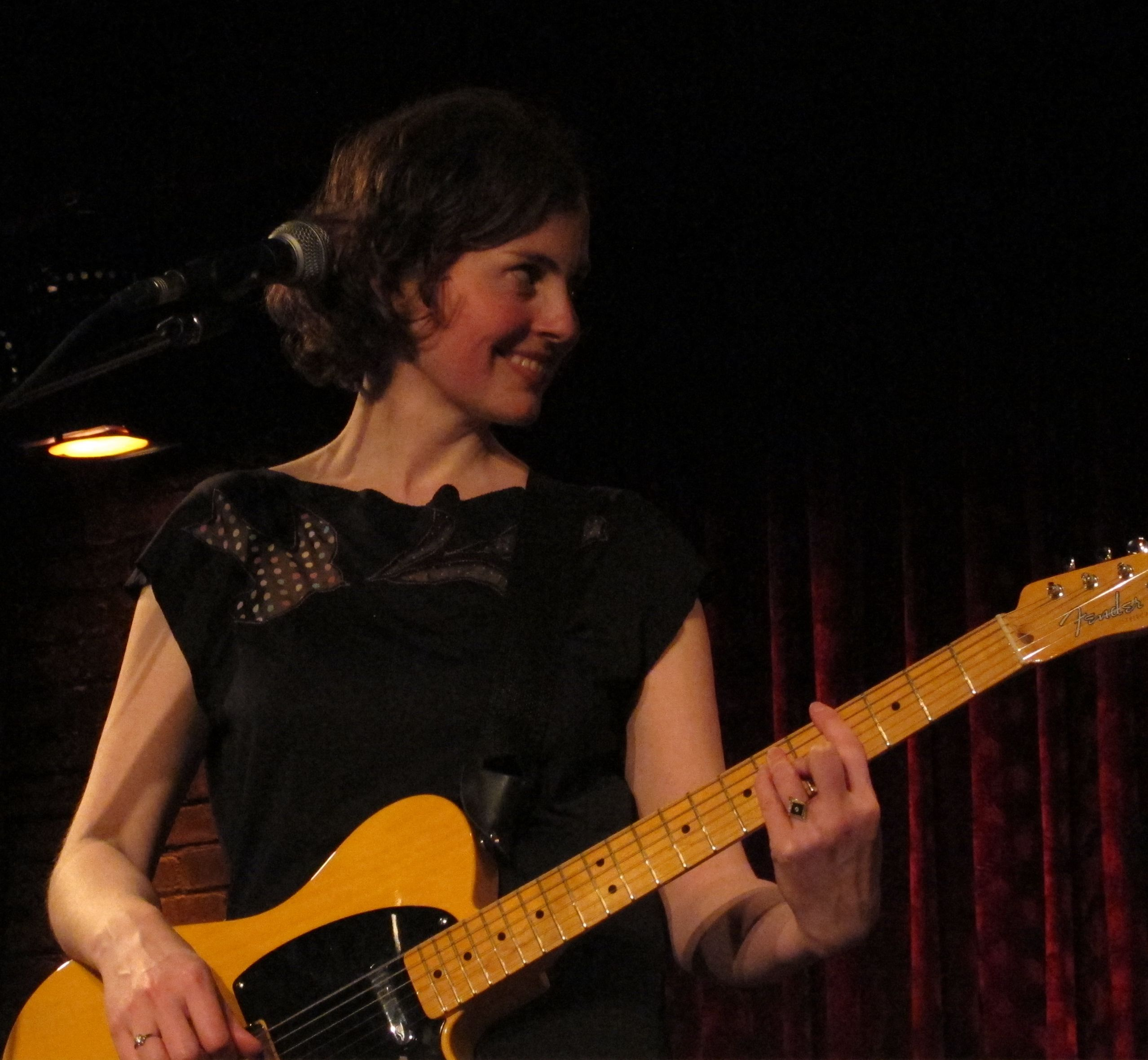
Kathryn Calder
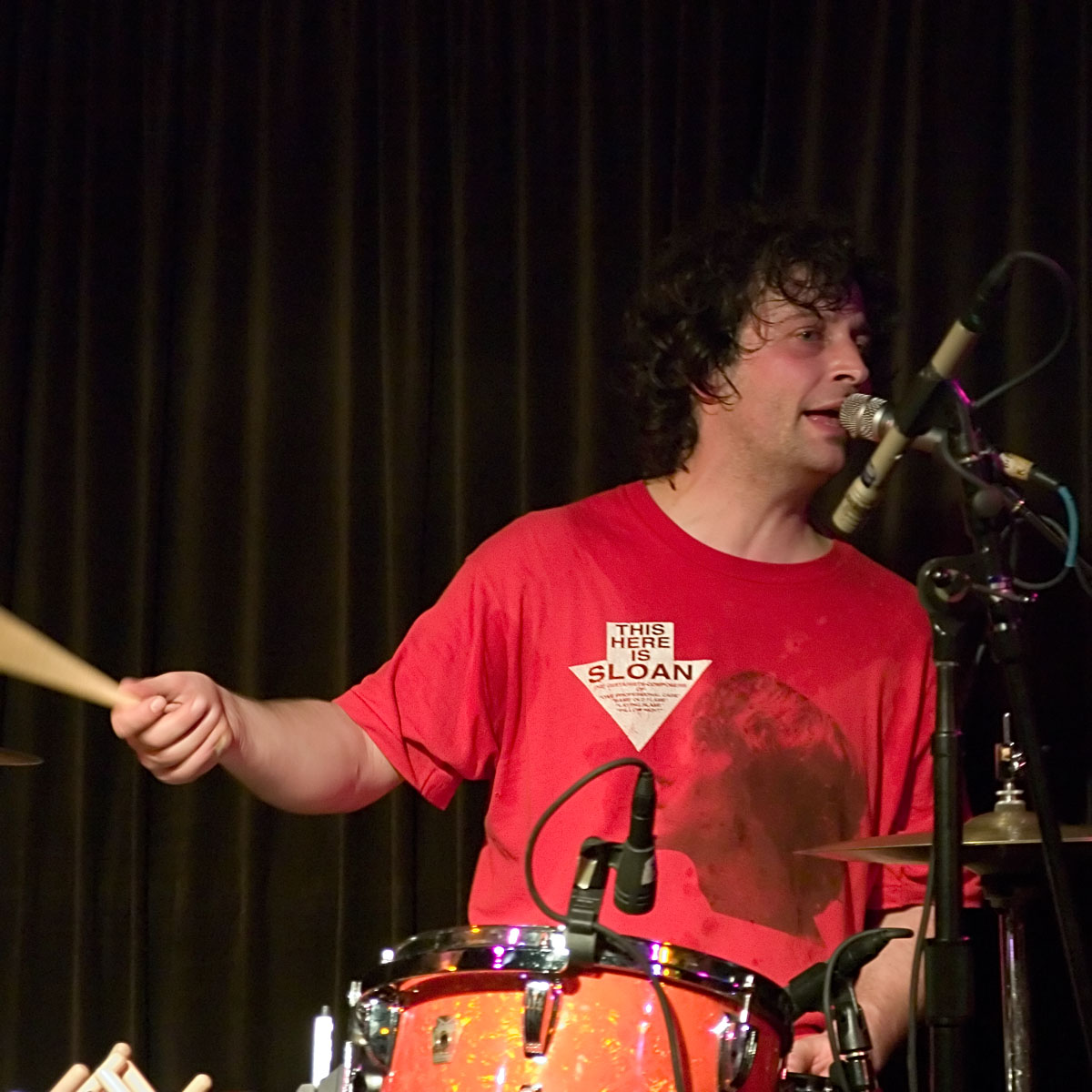
Kurt Dahle
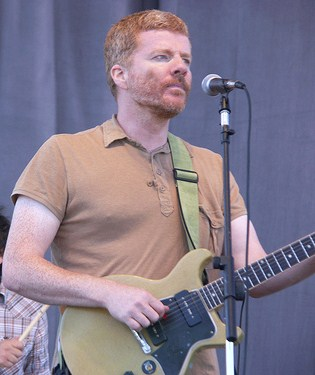
A.C. Newman
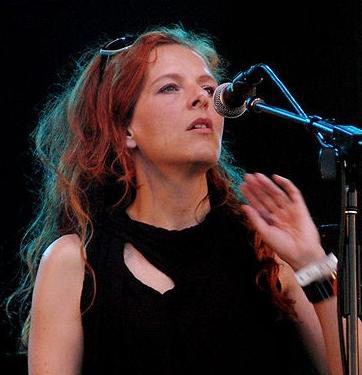
Neko Case 2009

Acerca deste título, Carl Newman disse que não se importa com o termo, mas explicou que o rótulo lhe cansa e gostaria que ele parasse de ser utilizado, pois, segundo ele, nenhum dos membros da banda é conhecido fora do Canadá.

## Características musicais
O som da banda foi descrito como harmonicamente e melodicamente complexo. A melodia da primeira faixa do álbum Eletric Version, por exemplo, começa com um arpejo e uma tríade diminuta, raro começo para uma música pop.
Carl Newman, que escreve a maior parte do materal, disse que quando começou a compor seriamente, suas maiores influências eram Burt Bacharach, Jim Webb e Brian Wilson, cujas estruturas e harmoniais musicais fascinavam-no.

## Discografia

### Álbuns de estúdio
A banda lançou quatro álbuns até hoje: Mass Romantic (2000), Electric Version (2003), Twin Cinema (2005) e Together (2010).
- Mass Romantic (2000)
- Electric Version (2003)
- Twin Cinema (2005)
- Live! (2006)
- Challengers (2007)
- Together (2010)
- Brill Brusiers (2014)
- Whiteout Conditions (2017)
- In The Morse Code Of Brake Lights (2019)

### Singles
| Ano  | Música                                  | Álbum                             |
| ---- | --------------------------------------- | --------------------------------- |
| 2001 | "Letter From An Occupant"               | Mass Romantic                     |
| 2003 | "All For Swinging You Around"           | Electric Version                  |
| 2003 | "The Laws Have Changed"                 | Electric Version                  |
| 2005 | "Use It"                                | Twin Cinema                       |
| 2006 | "Sing Me Spanish Techno"                | Twin Cinema                       |
| 2017 | "High Ticket Attractions"               | Whiteout Conditions               |
| 2019 | "Falling Down the Stairs of Your Smile" | In the Morse Code of Brake Lights |
| 2019 | "The Surprise Knock"                    | In the Morse Code of Brake Lights |
| 2019 | "One Kind of Solomon"                   | In the Morse Code of Brake Lights |

## Contribuições
- FUBAR: The Album (2002) - "Your Daddy Don't Know"
- Matador at Fifteen (2004) - "Graceland"